# Brendan Gleeson
Brendan Gleeson (rojen 29. marca 1955) je irski igralec.